# Моррисон, Эдриэнн
Эдриэнн Моррисон (англ. Adrienne Morrison, 1 марта 1883 — 20 ноября 1940) — американская актриса театра и кино.

## Ранние годы
Мейбл Эдриэнн Моррисон родилась 1 марта 1883 года в семье театральных актёров Роуз Вуд и Льюиса Моррисона. Её мать была англичанкой, а отец родился на Ямайке. Когда Эдриэнн было семь лет, её родители развелись.

## Карьера
Эдриэнн Моррисон впервые снялась в фильме «Damaged Goods» в 1914 году, сценарий для которого вместе с Томом Рикеттсом написал её муж. Для Ричарда Беннета это также была первая актёрская работа. Всего Эдриэнн снялась в шести фильмах, и во всех — вместе с мужем. После 1917 года в кино не снималась. В театре дебютировала в 1915 году в постановке «Материнство». Продолжала играть в спектаклях до 1940 года.

## Личная жизнь
9 ноября 1903 года Эдриэнн Моррисон вышла замуж за Ричарда Беннетта. Ей было двадцать лет, ему — тридцать один. Через год у них родилась дочь Констанс. Ещё через два года,13 августа 1906, — Барбара. А 27 февраля 1910 года — Джоан. Все они стали известными актрисами.
С Беннеттом Эдриэнн прожила 22 года. В 1925 году они развелись.
Во второй раз она вышла замуж за Эрика Пинкера, с которым провела всю оставшуюся жизнь.
Эдриэнн Моррисон умерла 20 ноября 1940 года от инфаркта.

## Фильмография
- «Damaged Goods» (1914) — девушка на улице
- «The Valley of Decision» (1916) — Джейн Мортон
- «And the Law Says» (1916) — дочь Картмэлла
- «The Sable Blessing» (1916) — Бэсс
- «Philip Holden — Waster» (1916) — Луиз Холден
- «The Gilded Youth» (1917)